# Мангровая совка
Мангровая совка (лат. Megascops cooperi) — вид птиц рода Megascops семейства совиных. Выделяют 2 подвида.

## Описание
У мангровой совки ярко-желтые глаза. Длина представителей номинативного подвида — от 23 от 26 см, масса — от 145 до 175 г. Лицевой диск представителей номинативного подвида бледно-серый с белой и черноватой каймой. Макушка и верхняя часть бледно-коричнево-серого цвета с тёмной и чёрной вермикуляцией. M. c. lambi от 20 до 22 см длину. Его масса — от 115 до 150 г.

## Распространение и среда обитания
Более северный подвид мангровой совки M. c. lambi, встречается только на тихоокеанском склоне Оахаки, Мексика. Номинативный подвид встречается от восточной Оахаки и Чьяпаса, Мексика, на юге вдоль тихоокеанского склона через Гватемалу, Гондурас, Сальвадор и Никарагуа до северо-запада Коста-Рики. В южной части своего ареала его также можно встретить на склонах верхнего Карибского моря.